# Gislaveds kommunblock
Gislaveds kommuneblok var en  kommuneblok i Jönköpings län i Småland. Kommuneblokken blev oprettet i 1964 og nedlagt i 1974.
Som en forberedelse til kommunalreformen i 1971 blev Sveriges daværende 1006 kommuner grupperede i 282 kommuneblokke med virkning fra 1. januar 1964.
Gislaveds kommuneblok bestod af den nuværende Gislaveds kommun. 
Blokken blev nedlagt, da Anderstorp, Burseryd, Reftele, Södra Mo, respektive Villstad, samt en del af  (fastlandsdelen af Bolmsö) blev indlemmet i  Gislaveds Kommune. 